# Silver-lining effect
Silver-lining effect je výraz pocházející z anglického přísloví. V češtině se používá jako označení investora nebo obchodníka, který utrpí velkou ztrátu a malý zisk. Psychika takového člověka má podle efektu větší hodnotu, než psychika člověka, který utrpí jen ztráty. 

## Původ výrazu
Označení silver-lining efektu pochází z anglického přísloví "Every cloud has a silver lining", které pochází z Anglie 17. století. Českým ekvivalentem je přísloví "všechno zlé je k něčemu dobré." 

## Princip efektu
Silver-lining efekt zkoumá situaci, kdy je investor nebo obchodník vystaven velké špatné zprávě a malé pozitivní zprávě. Otázkou je, jestli je pro psychiku výhodnější tyto zprávy získat postupně (separovaně - rozdělí zprávy na pozitivní a negativní), nebo naráz (integrovaně - chápe informace jako celek). 
Studie potvrzující silver-lining efekt ukázaly, že většina lidí vnímá zprávy separovaně - tj. rozděluje je na dobré a špatné zprávy. Zpracování negativních zpráv je v takovém případě mnohem jednodušší. Pokud je negativní zpráva doplněna malou pozitivní, je její příjetí mnohem snazší.
Princip lze vysvětlit na nakupujícím zákazníkovi. Je-li maloobchodní prodejce nucen snížit ceny, může to udělat dvěma způsoby - klasicky sníží ceny, nebo ceny ponechá na stejné úrovni a vrátí část peněz zákazníkovi jako slevu. Výsledek je stejný, ale ve druhém případě má zákazník mnohem lepší pocit.